# Gipsita
Gipsite (português europeu) ou gipsita (português brasileiro), também chamada pedra de gesso, gesso (do grego gypsos) ou sulfato de cálcio hidratado, é um minério de cálcio cuja composição química corresponde à fórmula Ca(SO4) • 2H2O.

## Características

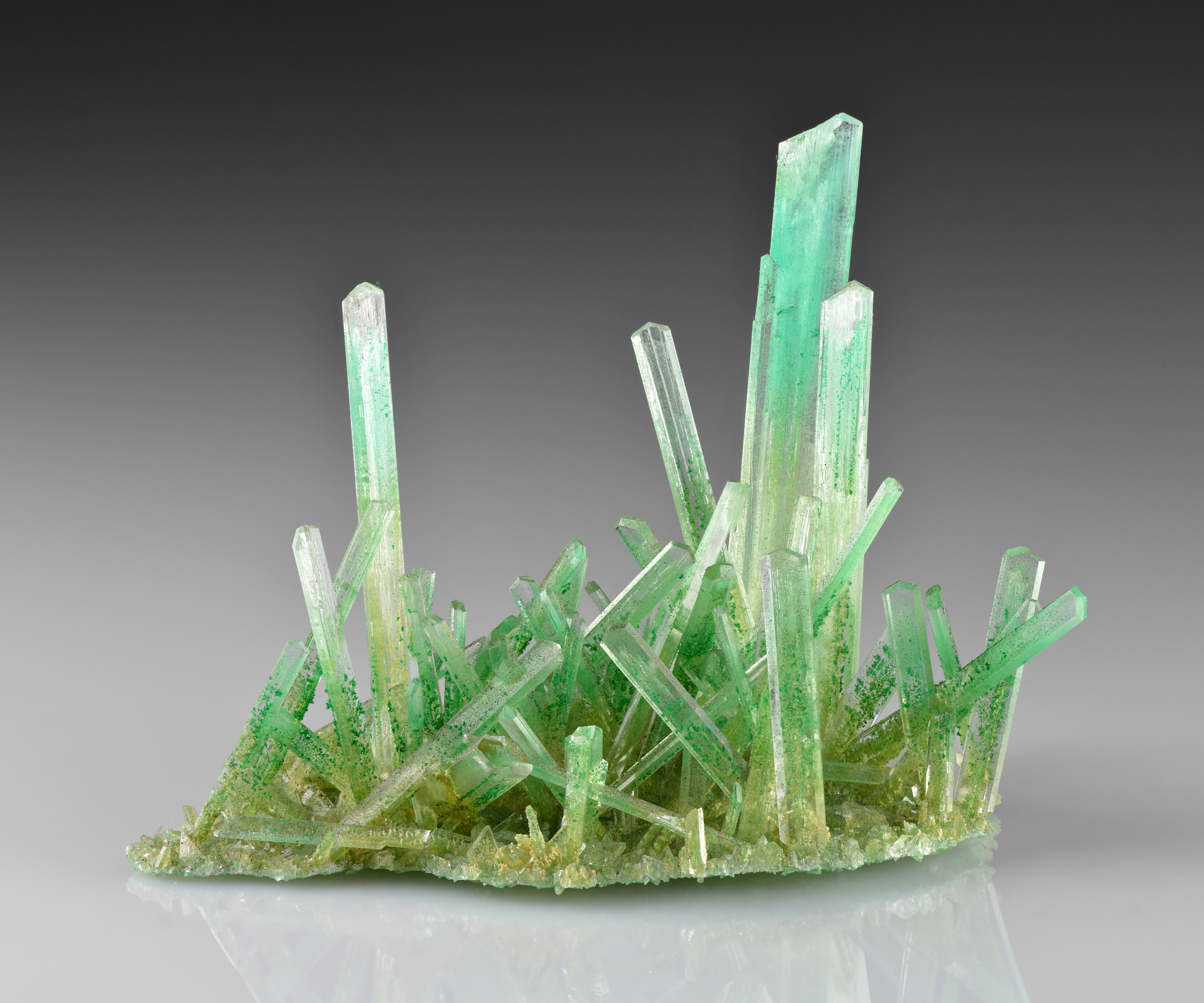
Gipsita

O gipsito é, basicamente, composta por sulfato de cálcio hidratado.
Apresenta geralmente coloração de branca a translúcida. Outras características são os aspectos micáceo, lamelar, o brilho nacarado, o tato untuoso (ou fibroso) e a dureza baixa (2,0).
É o sulfato mais comum na crosta terrestre, ocorrendo em evaporitos ou na forma de camadas interestratificadas de folhelhos, calcário e argila, podendo também ser encontrado em meteoritos.

## Marte
A presença de depósitos de gipsita em Marte detectada pela sonda Opportunity é tratada como uma evidência de que houve água corrente na superfície do planeta no passado.

## Propriedades
Através da calcinação, a gipsita perde sua água de cristalização, podendo, então, ser transformada em gesso quando mantém água cristalizada (CaSO4 + 1/2 H2O), ou sulfato de cálcio  (anidrita) quando perde totalmente a água cristalizada.

## Aplicações
É usada principalmente na fabricação de cimento, como também na fabricação de ácido sulfúrico, giz, vidros, esmaltes, gesso e na produção de cerveja. É usada também como molde para fundição; desidratante; aglutinante e corretivo de solo (fornecedor de cálcio e enxofre), além de possuir aplicação na metalurgia (na formação de escória, entre outras aplicações.)

## Reservas e Produção

### Reservas e produção globais
| 1.  | Estados Unidos | 21,2 |
| 2.  | Irão           | 16,0 |
| 3.  | China          | 15,5 |
| 4.  | Turquia        | 10,0 |
| 5.  | Tailândia      | 9,7  |
| 6.  | Omã            | 9,1  |
| 7.  | Espanha        | 7,0  |
| 8.  | Rússia         | 5,5  |
| 9.  | México         | 5,4  |
| 10. | Japão          | 4,3  |
| 11. | Alemanha       | 3,3  |
| 11. | Arábia Saudita | 3,3  |
| 13. | Brasil         | 3,0  |
| 13. | Canadá         | 3,0  |
| 13. | França         | 3,0  |

Fonte: USGS.
Os Estados Unidos são os maiores produtores e consumidores mundiais de gipsito; enquanto a sua produção, em 2001, foi da ordem de 19 milhões de toneladas, a de outros países grandes produtores foi a metade, ou um terço.[carece de fontes?] Em termos mundiais, a indústria cimenteira é a maior consumidora, enquanto nos países desenvolvidos a indústria de gesso e seus derivados absorve a maior parte da gipsito produzida.

### Reservas e produção brasileiras
As reservas e produção somente no Brasil somam cerca de 93%. Aproximadamente, 1,271 milhões de toneladas estão concentradas na Bahia (44%), Pará (31%) e Pernambuco (18%), ficando o restante distribuído, em ordem decrescente, entre o Maranhão, Ceará, Piauí, Tocantins e Amazonas. A porção das reservas que apresenta melhores condições de aproveitamento econômico está situada na Bacia do Araripe, região de divisa dos Estados do Piauí, Ceará e principalmente em Pernambuco, especificamente nos municípios de Ipubi, Trindade, Ouricuri e Araripina e ainda áreas exploradas em Exu e Bodocó. O aproveitamento das reservas do Pará tem, como fatores impeditivos, a grande distância dos centros consumidores e deficiências de infraestrutura.[carece de fontes?]

### Fabricação sintética
A gipsito também pode ser fabricada de maneira artificial (sintetizada), através de um processo industrial no qual ocorre a precipitação a partir de carbonato de cálcio e ácido sulfúrico: {\displaystyle \mathrm {H_{2}SO_{4}+CaCO_{3}\longrightarrow CaSO_{4}+H_{2}O+CO_{2}} }.